# Відкритий чемпіонат Львівської області з хокею 2013—2014
Відкритий чемпіонат Львівської області 2013—2014 — змагання хокейних клубів Львівської області, проведене в сезоні 2013—2014. Змагання проводила Федерація хокею Львівської області. Переможцем Відкритого чемпіонату став ХК «Явір» (Яворів).

## Історія
У 2013 році ЗАУХЛ припинила своє існування, замість неї почав проводитись Відкритий Чемпіонат Львівської області. У першому розіграші взяли участь сім команд: ХК «Явір» (Яворів), ХК «ВІМ-Беркут» (Львів), ХК «Львів» (Львів), ХК «Еней» (Дрогобич), ХК «Беркут» (Львів), ХК «Кордон» (Рава-Руська), ХК «Західний Вітер» (Новояворівськ).
Чемпіонат проводився з 2 листопада по 29 грудня 2013 року. Усі матчі були проведені у вихідні дні в Льодовому палаці Новояворівська.

### Підсумкова турнірна таблиця
| Підсумкова турнірна таблиця сезону 2012—2013 | Підсумкова турнірна таблиця сезону 2012—2013 | Підсумкова турнірна таблиця сезону 2012—2013 | Підсумкова турнірна таблиця сезону 2012—2013 | Підсумкова турнірна таблиця сезону 2012—2013 | Підсумкова турнірна таблиця сезону 2012—2013 | Підсумкова турнірна таблиця сезону 2012—2013 | Підсумкова турнірна таблиця сезону 2012—2013 | Підсумкова турнірна таблиця сезону 2012—2013 | Підсумкова турнірна таблиця сезону 2012—2013 | Підсумкова турнірна таблиця сезону 2012—2013 |
| М                                            | Команда                                      | І                                            | В                                            | ВО                                           | ПО                                           | П                                            | ЗШ                                           | ПШ                                           | +/-                                          | О                                            |
| -------------------------------------------- | -------------------------------------------- | -------------------------------------------- | -------------------------------------------- | -------------------------------------------- | -------------------------------------------- | -------------------------------------------- | -------------------------------------------- | -------------------------------------------- | -------------------------------------------- | -------------------------------------------- |
| 1.                                           | ХК «Явір» (Яворів)                           | 9                                            | 0                                            | 0                                            | 0                                            | 0                                            | 79                                           | 17                                           | 72                                           | 27                                           |
| 2.                                           | ХК «Західний Вітер» (Новояворівськ)          | 10                                           | 7                                            | 0                                            | 0                                            | 3                                            | 50                                           | 28                                           | 22                                           | 21                                           |
| 3.                                           | ХК «Львів» (Львів)                           | 11                                           | 7                                            | 0                                            | 0                                            | 4                                            | 39                                           | 43                                           | -4                                           | 21                                           |
| 4.                                           | ХК «Беркут» (Львів)                          | 10                                           | 5                                            | 0                                            | 0                                            | 5                                            | 58                                           | 32                                           | 26                                           | 15                                           |
| 5.                                           | ХК «Кордон» (Рава-Руська)                    | 11                                           | 5                                            | 0                                            | 0                                            | 6                                            | 39                                           | 49                                           | -10                                          | 15                                           |
| 6.                                           | ХК «Еней» (Дрогобич)                         | 11                                           | 1                                            | 0                                            | 0                                            | 10                                           | 32                                           | 75                                           | -43                                          | 3                                            |
| 7.                                           | ХК «ВІМ-Беркут» (Львів)                      | 6                                            | 0                                            | 0                                            | 0                                            | 6                                            | 3                                            | 56                                           | -53                                          | 0                                            |